# Aigonnay
Aigonnay est une commune déléguée d'Aigondigné et une ancienne commune du Centre-Ouest de la France située dans le département des Deux-Sèvres, en région Nouvelle-Aquitaine.

## Géographie
Commune essentiellement calcaire. Elle est très accidentée dû au passage du ruisseau l'Aigonnay et à ses nombreuses sources.

## Histoire
Aigonnay était une paroisse qui comptait des protestants. Après la révocation de l’édit de Nantes, les protestants rassemblés au château du Grand-Ry sont victimes d’une dragonnade, sur l’ordre de l’intendant Foucault. Cinq furent pendus, et quarante envoyés aux galères. Le château a été démoli.
Le 1er janvier 2019, elle fusionne avec Mougon-Thorigné et Sainte-Blandine pour former la commune nouvelle d'Aigondigné. Mougon est le chef-lieu de cette commune nouvelle comptant quatre communes déléguées.

## Politique et administration

### Liste des maires
| Période      | Période  | Identité       | Étiquette | Qualité       |
| ------------ | -------- | -------------- | --------- | ------------- |
| janvier 2019 | En cours | François Gomes | SE        | Fonctionnaire |

| Période | Période | Identité       | Étiquette | Qualité       |
| ------- | ------- | -------------- | --------- | ------------- |
| 1977    | 1983    | Pierre Guérin  |           |               |
| 1983    | 1989    | Pierre Guérin  |           |               |
| 1989    | 1995    | Pierre Guérin  |           |               |
| 1995    | 2001    | Pierre Guérin  |           |               |
| 2001    | 2003    | Pierre Guérin  |           |               |
| 2003    | 2008    | Yvonne Fouin   |           |               |
| 2008    | 2014    | Yvonne Fouin   |           |               |
| 2014    | 2018    | François Gomes | SE        | Fonctionnaire |

## Démographie

### Évolution démographique
L'évolution du nombre d'habitants est connue à travers les recensements de la population effectués dans la commune depuis 1793. Pour les communes de moins de 10 000 habitants, une enquête de recensement portant sur toute la population est réalisée tous les cinq ans, les populations de référence des années intermédiaires étant quant à elles estimées par interpolation ou extrapolation. Pour la commune, le premier recensement exhaustif entrant dans le cadre du nouveau dispositif a été réalisé en 2005.

En 2016, la commune comptait 644 habitants, en évolution de +5,57 % par rapport à 2010 (Deux-Sèvres : +0,18 %, France hors Mayotte : +2,11 %).
| 1793 | 1800 | 1806 | 1821 | 1831 | 1836 | 1841 | 1846 | 1851 |
| ---- | ---- | ---- | ---- | ---- | ---- | ---- | ---- | ---- |
| 603  | 602  | 603  | 613  | 568  | 680  | 680  | 703  | 698  |

| 1856 | 1861 | 1866 | 1872 | 1876 | 1881 | 1886 | 1891 | 1896 |
| ---- | ---- | ---- | ---- | ---- | ---- | ---- | ---- | ---- |
| 692  | 695  | 702  | 659  | 639  | 641  | 684  | 694  | 698  |

| 1901 | 1906 | 1911 | 1921 | 1926 | 1931 | 1936 | 1946 | 1954 |
| ---- | ---- | ---- | ---- | ---- | ---- | ---- | ---- | ---- |
| 663  | 601  | 559  | 535  | 510  | 490  | 479  | 439  | 470  |

| 1962 | 1968 | 1975 | 1982 | 1990 | 1999 | 2005 | 2006 | 2010 |
| ---- | ---- | ---- | ---- | ---- | ---- | ---- | ---- | ---- |
| 449  | 419  | 371  | 384  | 397  | 449  | 574  | 590  | 610  |

| 2015 | 2016 | - | - | - | - | - | - | - |
| ---- | ---- | - | - | - | - | - | - | - |
| 643  | 644  | - | - | - | - | - | - | - |

En 2008, Aigonnay comptait 605 habitants  (soit une augmentation de 3 % par rapport à 1999). La commune occupait le 14 274e rang au niveau national, alors qu'elle était au 16 466e en 1999, et le 146e au niveau départemental sur 305 communes.
Le maximum de la population a été atteint en 1846 avec 703 habitants.

### Pyramide des âges
La population de la commune est relativement jeune. Le taux de personnes d'un âge supérieur à 60 ans (14,3 %) est en effet inférieur au taux national (21,6 %) et au taux départemental (25,2 %).
Contrairement aux répartitions nationale et départementale, la population masculine de la commune est supérieure à la population féminine (51,7 % contre 48,4 % au niveau national et 49,1 % au niveau départemental).
La répartition de la population de la commune par tranches d'âge est, en 2007, la suivante :
- 51,7 % d’hommes (0 à 14 ans = 25,3 %, 15 à 29 ans = 16,5 %, 30 à 44 ans = 27,3 %, 45 à 59 ans = 17,2 %, plus de 60 ans = 13,8 %) ;
- 48,3 % de femmes (0 à 14 ans = 24,5 %, 15 à 29 ans = 18,1 %, 30 à 44 ans = 27,1 %, 45 à 59 ans = 15,5 %, plus de 60 ans = 14,8 %).

| Hommes | Classe d’âge | Femmes |
| ------ | ------------ | ------ |
| 0,7    | 90 ans ou +  | 0,7    |
| 5,7    | 75 à 89 ans  | 4,7    |
| 7,4    | 60 à 74 ans  | 9,4    |
| 17,2   | 45 à 59 ans  | 15,5   |
| 27,3   | 30 à 44 ans  | 27,1   |
| 16,5   | 15 à 29 ans  | 18,1   |
| 25,3   | 0 à 14 ans   | 24,5   |

| Hommes | Classe d’âge | Femmes |
| ------ | ------------ | ------ |
| 0,5    | 90 ans ou +  | 1,5    |
| 8,1    | 75 à 89 ans  | 11,1   |
| 14,2   | 60 à 74 ans  | 14,9   |
| 21,2   | 45 à 59 ans  | 20,7   |
| 20,5   | 30 à 44 ans  | 19,7   |
| 17,0   | 15 à 29 ans  | 15,1   |
| 18,5   | 0 à 14 ans   | 17,0   |

## Culture locale et patrimoine

### Lieux et monuments
- Logis du Breuil-Malicorne (inscrit)[8].

### Personnalités liées à la commune
- Louis-Alexandre Jard-Panvillier (1757-1822), homme politique et révolutionnaire français, député des Deux-Sèvres à sept reprises.
- Victor Fleuret, (1861-1935), député des Deux-Sèvres de 1914 à 1919, maire d'Aigonnay, né et mort à Aigonnay.
- André Clert (1921-2010), député des Deux-Sèvres de 1986 à 1993, né à Aigonnay.